# Tom Riley
Tom Riley (Maidstone, 5 april 1981) is een Brits acteur en filmproducent. 

## Biografie
Riley werd geboren in Maidstone waar hij op vierjarige leeftijd al betrokken raakte in het acteren, en tijdens zijn schooltijd was hij actief in het schrijven en regisseren van toneelstukken. Hij doorliep de middelbare school aan de Maidstone Grammar School in zijn geboorteplaats. Hierna studeerde hij in 2002 af in Engelse literatuur en drama aan de Universiteit van Birmingham in Birmingham. Hierna startte hij een klein theatergezelschap op voordat hij een driejarige cursus volgde aan de London Academy of Music and Dramatic Art in Londen waar hij in 2005 zijn diploma haalde. Riley verloofde zich in 2016 met actrice Lizzy Caplan. 
Riley begon in 2006 met acteren in de film Quelques jours en septembre, waarna hij nog meerdere rollen speelde in films en televisieseries. Hij is onder andere bekend van zijn rol als Leonardo da Vinci in de televisieserie Da Vinci's Demons, waar hij in 28 afleveringen speelde (2013-2015). Met deze rol won hij in 2014 een BAFTA award in de categorie Beste Acteur.

## Filmografie

### Films
Uitgezonderd korte films.
- 2023: The Caine Mutiny Court-Martial - als Keith
- 2018: Ghost Light - als Thomas Ingram
- 2018: Extinction - als Chris
- 2017: Modern Life Is Rubbish - als Adrian
- 2016: Pushing Dead - als Mike
- 2016: Starfish - als Tom Ray
- 2015: Kill Your Friends - als Parker Hall
- 2009: St. Trinian's II: The Legend of Fritton's Gold - als Romeo
- 2009: Happy Ever Afters - als Freddie
- 2009: No Heroics - als Nigel / Brainstorm
- 2007: Return to House on Haunted Hill - als Paul
- 2007: I Want Candy - als Joe Clarke
- 2006: Casualty 1906 - als dr. James Walton
- 2006: Quelques jours en septembre - als David

### Televisieseries
Uitgezonderd eenmalige gastrollen.
- 2023: Murder Is Easy - als Lord Whitfield - 2 afl.
- 2021-2023: The Nevers - als Augustus 'Augie' Bidlow - 12 afl.
- 2022: The Woman in the House Across the Street from the Girl in the Window - als Neil - 8 afl.
- 2018: Dark Heart - als Will Wagstaffe - 6 afl.
- 2017: Ill Behaviour - als Charlie - 6 afl.
- 2016: The Collection - als Claude Sabine - 8 afl.
- 2013-2015: Da Vinci's Demons - als Leonardo da Vinci - 28 afl.
- 2011-2012: Monroe - als Lawrence Shepherd - 11 afl.
- 2010: Bouquet of Barbed Wire - als Gavin Sorenson - 3 afl.
- 2008-2009: Freezing - als Dave Beethoven - 2 afl.
- 2008: Lost in Austen - als mr. Wickham - 3 afl.
- 2008: Casualty 1907 - als dr. James Walton - 2 afl.

### Filmproducent
- 2019: The Toll Road - korte film
- 2018: Dark Heart - televisieserie - 6 afl.
- 2014-2015: Da Vinci's Demons - televisieserie - 20 afl.

- Biblioteca Nacional de España: XX5406617
- Gemeinsame Normdatei: 143648209
- International Standard Name Identifier: 0000 0001 1784 8532
- Library of Congress Control Number: no2011006469
- Nederlandse Thesaurus van Auteursnamen: 371685915
- Système universitaire de documentation: 184304717
- Virtual International Authority File: 163182660
- WorldCat: E39PBJdRtGXhrXtWmQvPqV8Bfq